# Land of Plenty
Land of Plenty ist ein Film von Wim Wenders aus dem Jahre 2004 nach einer Geschichte von Scott Derrickson.

## Handlung
Die 20-jährige tiefgläubige Lana, Tochter eines Missionars-Ehepaares, reist aus Tel Aviv in die Vereinigten Staaten, kommt in Los Angeles zunächst in einer Missionsstation unter und stöbert dann ihren Onkel Paul auf, einen Vietnamkriegsveteranen, um ihm einen Brief ihrer verstorbenen Mutter, seiner Schwester, zu übergeben. 
Paul hat, um die Leere in seinem Leben zu betäuben, mit seinem Assistenten Jimmy ein selbsternanntes Staatsschutzunternehmen aufgebaut. Er fährt mit einem technisch entsprechend ausgestatteten, schrottreifen Dodge-Bus durch die Stadt und sieht in ausländisch aussehenden Mitbürgern ausnahmslos potentielle Terroristen, interpretiert selbst harmlose Handlungen als verdächtig und observiert sie. Wie sich später herausstellt, hat er den Kontakt zu seiner Schwester deshalb vor langer Zeit abgebrochen, weil er als überzeugter Kämpfer und Militarist deren humanistische Ideale nicht zu teilen vermochte.
Lana  engagiert sich in der Missionsstation, die sich vor allem um Obdachlose kümmert. Als direkt daneben eines Nachts der Pakistani Hassan aus einem fahrenden Auto erschossen wird, sind Lana und Paul unterschiedlich berührt – Lana, weil sie Hassan zuvor bei der Essensausgabe flüchtig kennengelernt und nett gefunden hat, und Paul, weil er hier ein terroristisches Netzwerk vermutet, das er aufdecken will. Gemeinsam machen sie Hassans Bruder ausfindig, der in einer ärmlichen Hütte in Trona wohnt. Paul bemerkt auch hier Vorgänge, die in seinen Augen höchst verdächtig sind, muss jedoch schließlich einsehen, dass er sich dabei vollkommen verrannt hat. Lana freundet sich mit Hassans Bruder an, der ebenso wie Hassan ein herzensguter Mensch ist, was sich schließlich auch der hinzugekommene Paul eingestehen muss. Wie sich herausstellt, wurde der Mord von zugedröhnten Jugendlichen begangen und hatte kein eigentliches Motiv.
Trotz seines Irrtums wirft Paul „den Ausländern“ pauschal weiterhin die dreitausend unschuldigen Opfer des 11. September vor, während Lana ihm erwidert, nur auf die Stimme dieser Dreitausend wolle sie hören, die sicher keine weiteren Toten wollen, auf welcher Seite auch immer. Der Film endet damit, dass beide vor der Baustelle auf Ground Zero stehen und diese Stimmen zu hören versuchen.

## Kritik
„Wim Wenders wirft einen kritischen und zugleich zärtlichen Blick auf ein in sich zerrissenes Amerika voller Angst und Armut, ein Land, das sich nach dem 11. September 2001 neu orientiert. Sein subtiles, in angemessen spröden Bildern fotografiertes Road Movie ist voller leiser Trauer über den Verlust von Werten, den Wandel von Gerechtigkeit in Selbstgerechtigkeit, die Verlorenheit von Menschen in einem komplexen System.“

Die englischsprachigen Kritiken auf Rotten Tomatoes fielen gemischt aus, 63 Prozent der 27 gelisteten Kritiker waren positiv und erkannten die Intention des Filmes an. So schreibt Dennis Schwartz auch, dass sich über die guten Absichten der Botschaft nicht streiten lasse. Letztendlich kam er aber zu einem insgesamt negativen Ergebnis (C-): Man könne sich fragen, wie unglaublich naiv die rührselige Inszenierung und wie abwegig Wenders Verständnis für die amerikanische politische Landschaft sei. Schwartz meint, Wenders erscheine als sanftmütiger Tourist, der die ausgetretenen Pfade ohne Reiseführer verlassen habe, die Orientierung verloren zu haben scheine und offensichtliche Beobachtungen anstelle, die jeder deutsche Tourist genauso gut hätte machen können.

## Auszeichnungen und Nominierungen
Land of Plenty erhielt 2004 bei den Filmfestspielen von Venedig den Unesco Preis.

## Hintergrund
Der Film wurde digital und hauptsächlich mit der Handkamera gedreht. Dadurch wurde die Produktionszeit minimiert. In einer kleinen Nebenrolle als alte Dame ist Gloria Stuart, die ihre Filmkarriere in den frühen 1930ern begann und als alte Rose in Titanic (1997) bekannt wurde, in ihrer letzten Filmrolle zu sehen.

## Trivia
In der Szene, in der Paul, verkörpert von John Diehl, in seinem Spionage-Lieferwagen durch die kalifornische Siedlung Trona fährt, erklingt in seinem Autoradio eine englischsprachige Version des Songs Steh auf, wenn du am Boden bist der deutschen Punkrock-Band Die Toten Hosen, mit dem Titel Stand Up. Erstmals erschienen war die deutsche Version des Songs 2002 auf dem Album Auswärtsspiel. Der Regisseur Wim Wenders ist eng mit deren Sänger Campino befreundet, seit Wenders im Jahre 2000 den Videoclip Warum werde ich nicht satt? der Toten Hosen gedreht hat. In der Szene auf der Polizeistation geht die Uhr zu Beginn auf 8 Uhr zu, am Ende der Szene jedoch auf 7:55 Uhr.

## Zitat
Paul (John Diehl) erschließt nach dem Mord an Hassan (Shaun Toub) die Herkunft der Mörder, die er in deren Wagen abgehört hat: "Das Gelächter in dem Wagen klang Arabisch. Definitiv Arabisch."